# Owen Phillips
Owen Napier Denbigh Phillips (ur. 9 lipca 1906 w Belize City, zm. 24 maja 1983 w Mobile) – strzelec z Hondurasu Brytyjskiego (obecnie Belize), olimpijczyk. 

## Życiorys
Dwukrotny uczestnik igrzysk olimpijskich (IO 1972, IO 1976). Podczas zawodów w Monachium wystartował w karabinie małokalibrowym leżąc z 50 m i pistolecie dowolnym z 50 m, zajmując odpowiednio 101. i 59. miejsce. W Montrealu uplasował się na 78. pozycji w karabinie małokalibrowym leżąc z 50 m. We wszystkich wymienionych zawodach zajął ostatnie miejsca.
Phillips jest jednym z najstarszych sportowców, którzy wystąpili w igrzyskach olimpijskich. Podczas zawodów w Montrealu miał ukończone 70 lat i 11 dni, co czyni go najstarszym sportowcem biorącym udział w tych zawodach. Znajduje się wśród przynajmniej dziewięciu uczestników igrzysk olimpijskich, którzy wystartowali w tych zawodach po ukończeniu 70 roku życia.
Pracował w służbie leśnej Hondurasu Brytyjskiego. W 1955 roku był asystentem konserwatora lasów w Hondurasie Brytyjskim. Został wówczas odznaczony Orderem Imperium Brytyjskiego.

## Wyniki

### Igrzyska olimpijskie
| Igrzyska       | Konkurencja                       | Wynik                        | Miejsce | Źródło |
| -------------- | --------------------------------- | ---------------------------- | ------- | ------ |
| Monachium 1972 | Karabin małokalibrowy leżąc, 50 m | 555 pkt. (87–94–94–94–95–91) | 101     | [ 1 ]  |
| Monachium 1972 | Pistolet dowolny, 50 m            | 376 pkt. (49–70–57–61–73–66) | 59      | [ 2 ]  |
| Montreal 1976  | Karabin małokalibrowy leżąc, 50 m | 544 pkt. (93–94–85–92–90–90) | 78      | [ 3 ]  |